# Wacław Korabiewicz
Wacław Korabiewicz (ur. 5 maja 1903 w Petersburgu, zm. 15 lutego 1994 w Warszawie) – polski reportażysta, poeta, podróżnik, lekarz, kolekcjoner eksponatów etnograficznych.
Syn Antoniego Korabiewicza i Stefanii Matusiewicz. W latach dzieciństwa mieszkał w Petersburgu i majątku rodzinnym na Litwie.
W latach 1927–1932 studiował medycynę i etnografię na Uniwersytecie Stefana Batorego w Wilnie. W czasie studiów był współzałożycielem i członkiem Akademickiego Klubu Włóczęgów Wileńskich (jak pisze w swych niektórych książkach Czesław Miłosz, z powodu wysokiego wzrostu był nazywany „Kilometrem”). Zakładał także tzw. „Sekcję Twórczości Oryginalnej” (S.T.O.) przy Kole Polonistów uniwersytetu. Debiutował na łamach czasopisma „Reduta” (Wilno 1925), swoje wiersze drukował w różnych publikacjach poetyckich (m.in. S.T.O., Wilno 1928, Patykiem po niebie, Wilno 1929), oraz czasopismach (np. „Alma Mater Vilnensis”).
W 1930 roku podróżował kajakiem do Turcji i Grecji. Po studiach pracował początkowo jako lekarz w Państwowej Szkole Morskiej w Gdyni. W latach 1931–1939 był lekarzem okrętowym na „Darze Pomorza”, uczestnicząc w jego rejsach. W 1934 roku wraz z pierwszą żoną Janiną M. Haazówną odbył podróż kajakiem do Indii. Po wybuchu II wojny światowej został internowany w Sztokholmie wraz z załogą „Daru Pomorza”. Pracował następnie na statku m/s „Piłsudski”, mieszkał w Londynie, gdzie był m.in. założycielem Koła Opieki nad Żołnierzem. Następnie w São Paulo i Rio de Janeiro, skąd organizował pomoc dla polskich jeńców wojennych. W 1942 r. był uczestnikiem wyprawy w głąb dżungli brazylijskiej. Od 1943 r. przebywał w Afryce, jako Delegat Rządu RP w Londynie, do 1946 r. w Lusace, gdzie z ramienia Ministerstwa Opieki Społecznej sprawował opiekę nad polskimi uchodźcami w obozach Rodezji Północnej. Następnie w Dar es Salaam (Tanganika). Pracował m.in. jako zastępca kustosza w „King George V Memorial Museum”, prowadząc badania nad folklorem terytoriów brytyjskich w Afryce i Mozambiku, był też lekarzem miejscowego szpitala. W 1954 roku, po wysłaniu licznych eksponatów do polskiego Muzeum Kultur Ludowych na Młocinach został wydalony z Tanganiki. Przebywał następnie w Londynie, w latach 1954–1956 w Etiopii, gdzie pracował jako lekarz.
W 1958 r. powrócił do Polski. Od 1959 do 1961 roku na placówce epidemiologicznej w Ghanie. Następnie w Warszawie. W 1963 r. i 1976 r. przekazał liczne eksponaty Państwowemu Muzeum Etnograficznemu oraz Muzeum Narodowemu w Warszawie. Organizował wystawy poświęcone zgromadzonym przez siebie zbiorom sztuki afrykańskiej (m.in. wystawa „Masqual – Krzyż Etiopii”, Muzeum Narodowe, Warszawa 1966). Odbył wiele podróży badawczych do Afryki i krajów Bliskiego Wschodu.
Odznaczony m.in.: Krzyżem Kawalerskim Orderu Odrodzenia Polski, odznaką Zasłużony Działacz Kultury, Krzyżem szczególnych zasług dla ZHP i odznaką Zasłużony Pracownik Morza.
Korabiewicz był głównym fundatorem grobu Edwarda Śmigłego-Rydza.
Mieszkał w Warszawie przy ul. Natolińskiej. Zmarł 15 lutego 1994 r. Po jego śmierci, zgodnie z wolą zmarłego, urna z prochami została zatopiona w Morzu Bałtyckim. Ceremonia odbyła się 14 marca 1994 r., w Gdyni, na Skwerze Kościuszki przy „Darze Pomorza”.
Materiały archiwalne Wacława Korabiewicza zostały opracowane w 2024 roku. Znajdują się w PAN Archiwum w Warszawie pod sygnaturą III-410.

## Życie prywatne
Dwudziestego października 1932 r., w Gdyni, ożenił się z Janiną Marią Haaze, nauczycielką w wileńskim gimnazjum (ur. 1908 r. w Wilnie, córka inżyniera rolnika Ferdynanda Mikołaja Haaze i Józefiny Haaze z domu Salmanowicz). Owocem ich małżeństwa była córka - Jonuta Ewa Raciążek (ur. 22.08.1940 r.). W 1933 r., w ramach podróży poślubnej, odbył wyprawę kajakiem do Indii (zaowocowało to cyklem reportaży „Kajakiem przez Indie” w Gazecie Polskiej, 1935 r.). W grudniu 1948 r. na mocy decyzji wydziału cywilnego Sądu Okręgowego w Krakowie wziął rozwód z żoną. Sąd przydzielił opiekę nad ich córką Janinie Korabiewicz.
Po rozwodzie wziął drugi ślub, 15 stycznia 1952 r. w Aruszy w Tanganice z Marią Olimpią Kisielewicz (córką Józefa i Stefanii Kisielewicz; urodzoną 2 lutego 1909 r. w Hryniawie pow. Kosów, woj. Stanisławów - zmarłą 31 lipca 1999 r.; posługiwała się również nazwiskiem po pierwszym mężu – Adamie Sidorze, urodzonym w 1909 r. w Mościskach, synu Wiktora i Salomei Sidorów, z którym wzięła pierwszy ślub w 1935 r.).

## Twórczość
- Kajakiem do minaretów (reportaż podróżniczy; Główna Księgarnia Wojskowa 1935; Wiedza Powszechna 1958)
- Mato Grosso. Z notatek wypychacza ptaków (reportaż podróżniczy; Horyzont 1948; jako Mato Grosso: Czytelnik 1959, 1968, 1989, ISBN 83-07-01818-8, seria: „Z żaglem”)
- Bajki dla dorosłych (poezje; Oficyna Poetów i Malarzy, 1953)
- Kwaheri (reportaż podróżniczy; Iskry 1958, 1960, 1965)
- Safari Mingi. Wędrówki po Afryce (reportaż podróżniczy; Czytelnik 1959, Iskry 1963, 1973)
- Żaglem do jogów (reportaż podróżniczy; Ludowa Spółdzielnia Wydawnicza 1960, Sport i Turystyka 1984, ISBN 83-217-2429-9)
- Midimo. Romans afrykański (powieść; Czytelnik 1961, 1963, 1983, ISBN 83-07-00903-0)
- Eskulap w Etiopii (reportaż podróżniczy; Ludowa Spółdzielnia Wydawnicza 1963; wydanie zmienione pt. Słońce na ambach, Iskry 1970, seria: „Naokoło świata”)
- Zwierzaki (opowiadania dla dzieci; Nasza Księgarnia 1965, 1977, 1988, ISBN 83-10-09158-3)
- Boa-dusiciel (osobne wydanie jednego z opowiadań tomu Zwierzaki: Ruch 1966)
- Sztuka Afryki w zbiorach polskich (fotografie Zdzisław Małek; Wydawnictwo Polonia 1966; wydanie w jęz. angielskim: African art in Polish collections, Polonia Publishing House 1966; wydanie w jęz. francuskim: L’art de l’Afrique noire dans les collections polonais, Polonia 1966)
- Święty krokodyl (opowiadanie dla dzieci; Ruch 1966)
- Do Timbuktu (reportaż podróżniczy; Iskry 1967; seria: „Naokoło świata”)
- Kajakiem do Indii (nowe opracowanie dwóch wcześniej wydanych książek: Kajakiem do minaretów i Żaglem do jogów; Iskry 1972; seria: „Naokoło świata”)
- The Ethiopian Cross (album; Holy Trinity Catedral, Addis Abeba 1973)
- Rapsod o głowie hetmana (poemat; Wydawnictwo MON 1973, 1987, ISBN 83-11-07381-3)
- Złowiłem życie (autobiografia; Iskry 1973, 1977; seria: „Łowcy sensacji”)
- Śladami amuletu (studium; Arkady 1974)
- Krzyż koptyjski i jego naśladownictwa: kolekcja Wacława Korabiewicza – Le croix copte et son évolution: collection Wacław Korabiewicz (oprac. katalog wystawy; tłum. na język francuski: Zsolt Kiss; Muzeum Narodowe w Warszawie. Galeria Sztuki Faras 1976)
- Dobry simba (reportaże podróżnicze; wybór tekstów z książek: Kwaheri, Midimo, Safari Mingi, Eskulap w Etiopii, Słońce na ambach, Do Timbuktu, Złowiłem życie; Iskry 1979; seria: „Biblioteka Literatury Faktu”)
- Gdzie słoń a gdzie Polska (pamiętniki; Wydawnictwo MON 1980, ISBN 83-11-06494-6; 1983, ISBN 83-11-06494-6)
- Wiara leczy. Rzecz o dziwnych lekach (szkice popularnonaukowe; Veritas 1982)
- Serce na dłoniach. Opowieść biograficzna o Walerii Sikorzynie (Komitet Uczczenia Pamięci Walerii Sikorzyny, Londyn 1984, Wydawnictwo Marek Rożak 1997, ISBN 83-86608-35-8)
- Pokusy (wspomnienia; Iskry 1986, ISBN 83-207-0834-6)
- Cuda bez cudu. Rzecz o dziwnych lekach (Ludowa Spółdzielnia Wydawnicza 1988, ISBN 83-205-3846-7; 1989, ISBN 83-205-3846-7)
- Inne drogi Jezusa. O czym milczy Kościół (Kwartet 1992; wydanie pod innym tytułem: Tajemnica młodości i śmierci Jezusa, Przedświt 1992)
- Wiersze niemodne (poezje; Klucz 1992, ISBN 83-900274-2-9)
- Z „Daru Pomorza” na ... bezdroża (opowiadania; Wyższa Szkoła Morska 1993, ISBN 83-900838-4-1)